# Língua arara do Rio Branco
O arara do Rio Branco (também chamado de arara do Aripuanã, arara do Beiradão ou Yugapkatã) é uma língua indígena brasileira falada pelos índios araras do Aripuanã. É uma língua ainda não classificada.

## Vocabulário

### Jolkesky (2010)
Vocabulário Português-Arara do Rio Branco (Jolkesky 2010):
| Português            | Arara do Rio Branco                     |
| -------------------- | --------------------------------------- |
| 1.SG (livre)         | nu                                      |
| abelha arapuá        | abɛka                                   |
| água                 | i ([i-tik] água-pequeno = igarapezinho) |
| algodão              | biripta                                 |
| aranha caranguejeira | piʃõ{ba}                                |
| banana               | ukuɐ̃                                    |
| batata doce          | batʃĩɲ                                  |
| beiju                | mɨɲ                                     |
| boca                 | be{ʃab}                                 |
| cabeça               | ba                                      |
| cabelo               | bab                                     |
| canoa                | {mũnũ}ʃjob                              |
| casa                 | miʔab                                   |
| céu                  | arumbe                                  |
| chicha de patauá     | aropetak (arop-e-tak)?                  |
| chorar               | {hɔ}wa                                  |
| coruja               | fofob                                   |
| coruja               | {b}arakɐ̃                                |
| costela              | kũbɛ                                    |
| dedo                 | piʔa                                    |
| dente                | ĩɲ                                      |
| doer                 | {kum}ãdzi                               |
| esposa               | {i}kunã                                 |
| esteira              | supɛ                                    |
| fígado               | pitã                                    |
| foɡo                 | areka                                   |
| folha                | {ɡu}rep                                 |
| grande               | paj                                     |
| homem                | baja                                    |
| joelho               | {k}erebewi                              |
| língua               | bekiʔat                                 |
| macaco (guariba)     | piko                                    |
| madeira              | {ᴣa}kupi                                |
| madeira              | ib{ɛ}                                   |
| mandioca             | jupa                                    |
| mel                  | wɨr{ib}                                 |
| milho                | {j}apit                                 |
| montanha             | betaw                                   |
| morcego              | {mi}ʃep                                 |
| nambu                | mĩɲɐ̃                                    |
| onça                 | beko                                    |
| orelha               | biko                                    |
| osso                 | {l}ikaɪ                                 |
| pama                 | abi                                     |
| papagaio             | korod                                   |
| pato                 | {t}upija                                |
| pé                   | piʔat                                   |
| pedra                | ija                                     |
| pium                 | bib                                     |
| preto                | kup{e}                                  |
| rato                 | motop                                   |
| relâmpago            | bereʋi                                  |
| rio                  | ade                                     |
| roçado               | {iː}ɡa                                  |
| sangue               | ajed                                    |
| sol                  | ɡod                                     |
| surubi               | {ju}pira                                |
| tatu                 | {k}atu                                  |
| veado                | tʃip                                    |

### Hargreaves (2007)
Listas de palavras coletadas por Inês Hargreaves em 2001, de dois grupos ao norte do Parque Aripuanã, RO (os Arara do Rio Branco e os Arara do Rio Guariba):
Informantes/falantes
- Os informantes "Arara do Rio Branco": João Luis V. Arara, José Rodrigues V. Arara, Maria Aruy Arara e Ana Anita Arara (lista de palavras colhida 11/06/2001)
- O informante "Arara do Rio Guariba": D. Nazaré Medina Arara (lista de palavras colhida 12/06/2001). Dona Nazaré era uma cativa zoró-mondé desde pequena, é não era uma pessoa arara (yugapkatã).[1]

| Número | Português                     | Arara do Rio Branco                      | Arara do Rio Guariba |
| ------ | ----------------------------- | ---------------------------------------- | -------------------- |
| 1      | casa                          | ndzap / ndjap / ndya                     |                      |
| 2      | água                          | adɛ                                      | itxera / ĩtʃera      |
| 3      | fogo                          | areka                                    |                      |
| 4      | peixe (pacu)                  | mbɛrewa                                  | mborip kabɛ          |
| 5      | macaco prego                  | pisa'                                    |                      |
| 6      | anta                          | munbjɛ / mundjɛ                          | waøa / wasa          |
| 7      | mutum                         | kõĩn                                     | wakuia / wakuya      |
| 8      | arara                         | korut                                    | awala / awalap       |
| 9      | cujubim                       | mbi wa ʃap                               | tuap / twap          |
| 10     | barrigudo                     | pixa’                                    | mbasai kot           |
| 11     | coatá                         | kenẽn                                    | alimɛ’               |
| 12     | coxiú                         | mbiri wa                                 |                      |
| 13     | jacamim                       | tomow'                                   | tamalia / tamaliap   |
| 14     | nambu                         | wiña pep                                 |                      |
| 15     | capivara                      | øai bit                                  |                      |
| 16     | panela                        | mãĩ                                      |                      |
| 17     | chicha                        | munõu                                    |                      |
| 18     | milho                         | wyã                                      |                      |
| 19     | mandioca                      | yo’pa                                    |                      |
| 20     | batata doce                   | watĩn                                    |                      |
| 21     | castanha                      | mowỹ / mowi’                             |                      |
| 22     | caititu                       | pirãu                                    | mbɛbɛcot / mbebecot  |
| 23     | queixada                      | bol / ebot / mbotʔ                       | mbɛbɛ                |
| 24     | jacaré                        | awy’                                     |                      |
| 25     | pedra                         | wya’ / wỹã’                              |                      |
| 26     | criança homem                 | mbaya                                    | oi                   |
| 27     | criança mulher                | kãn                                      | kuña                 |
| 28     | cairara (macaco branco)       | saywa’                                   |                      |
| 29     | traíra                        | mombut                                   |                      |
| 30     | piranha                       | werwwĩn                                  |                      |
| 31     | piau                          | aʃañ                                     |                      |
| 32     | paneiro                       | kakãu                                    |                      |
| 33     | flecha                        | mba'                                     |                      |
| 34     | arco                          | mbiris’ot / mbirisot / mbirixi           |                      |
| 35     | espingarda                    | mbiri’ka / mbirikat ĩ’x                  |                      |
| 36     | paca                          | aye                                      |                      |
| 37     | tatu                          | ndoĩ / doi                               |                      |
| 38     | tatu canastra                 |                                          |                      |
| 39     | canoa (barco)                 | manuso’ / manuso'                        |                      |
| 40     | carrapato                     | ũm m se                                  |                      |
| 41     | onça                          | mbeku                                    | mbeku                |
| 42     | gato (maracajá)               | gorea / ngurea                           | mbeku                |
| 43     | banana                        | ku kuã                                   | mbukuba / mukuba     |
| 44     | mamão                         | ngura                                    |                      |
| 45     | babaçu (palha)                | were wip                                 |                      |
| 46     | babaçu (coco)                 | pia’                                     |                      |
| 47     | açaí (palha)                  | ngurep tĩ                                |                      |
| 48     | patoá                         | are’pa                                   |                      |
| 49     | aranha                        | mpiʃuba / mbiʃupa / ʃubap                | saipɛ                |
| 50     | dente                         | noĩn                                     |                      |
| 51     | olho                          | no ka pĩn                                | ña kap / oña kap     |
| 52     | orelha                        | no beʃiap / no beʃiã                     |                      |
| 53     | nariz                         | no yãn                                   |                      |
| 54     | boca                          | be ʃap                                   |                      |
| 55     | cabeça                        | kopap                                    |                      |
| 56     | cabelo                        | mbap                                     |                      |
| 57     | dedo                          | no pai                                   |                      |
| 58     | unha                          |                                          |                      |
| 59     | pé                            | no pia                                   | pipɛ                 |
| 60     | pana                          | abi                                      |                      |
| 61     | breu                          | motoʔ / mboto                            |                      |
| 62     | guariba                       | piku                                     | ʔalimɛ               |
| 63     | parauacu                      | ngora                                    |                      |
| 64     | tamanduá                      | asokot / asukot                          |                      |
| 65     | meleto                        | api bi’                                  |                      |
| 66     | rato                          | mbotup / motup                           |                      |
| 67     | coati                         | nũm / nõm                                |                      |
| 68     | jaboti                        | ʃibero / sibero                          |                      |
| 69     | colar                         | mbokui’ / mokui                          |                      |
| 70     | cutia                         | kifo / ki’fo                             | wakĩn                |
| 71     | veado                         | sip / ʃip / sip’                         | itiap / tiap         |
| 72     | nambu                         | wyñãn / wiñãn                            |                      |
| 73     | coati                         | ñũm                                      |                      |
| 74     | coatipuru                     | pikũĩn                                   |                      |
| 75     | jararaca                      | miñopa / munopa / muno’pa                |                      |
| 76     | tucandeira                    | tu'pi’ / tu'pi                           |                      |
| 77     | saúva (grande)                | mukrap / mbukrap / mbukrap               |                      |
| 78     | borboleta                     | musep / mbusep                           |                      |
| 79     | papai                         | bem'a                                    |                      |
| 80     | mamãe                         | mbi'ã / mi'ã                             |                      |
| 81     | filho                         | mbaya                                    | kuiã                 |
| 82     | filha                         | kãn                                      |                      |
| 83     | arraia                        | oribdag / woribdak / uripdaj / mberiidak |                      |
| 84     | peixe elétrico                | mina / ’mina                             |                      |
| 85     | surubim                       | ori pai / ori pai’ / oripai / oripai’    |                      |
| 86     | machado                       | sere ia                                  |                      |
| 87     | jacu                          |                                          | tanoap               |
| 88     | faca (facão)                  | sere pãĩ                                 |                      |
| 89     | faca (faquinha)               | serei tĩa                                |                      |
| 90     | rede                          | mpa / yopa / popa’                       |                      |
| 91     | coifo                         | ndira / ndera / ndira’                   |                      |
| 92     | buriti                        | arupɛ / aru pɛ                           |                      |
| 93     | coró de castanheira           | mandiʃ / mandĩʃ                          |                      |
| 94     | coró de mamoeiro              | arubi / arubi’                           |                      |
| 95     | coró de babaçu                | katik / kati                             |                      |
| 96     | amendoim                      | mõ / ũmm                                 |                      |
| 97     | fumo (cigarro)                | ywa                                      |                      |
| 98     | fogo (isqueiro)               | ariwi / arewi’ / ariw'                   |                      |
| 99     | piolho                        | nduka                                    |                      |
| 100    | coceira                       | nusang / nusaj                           |                      |
| 101    | bom                           | nukiy / nukey                            |                      |
| 102    | ruim (zangado)                | kobiridaʃ / kubiridaj                    |                      |
| 103    | beber água                    | kubai wit / ubai wit / mbai wit          | itʃera [água]        |
| 104    | correr                        | no parai wit / no prai wit               |                      |
| 105    | embora                        | numba                                    |                      |
| 106    | cagar                         | numdo                                    |                      |
| 107    | mijar                         | noĩn                                     |                      |
| 108    | cinta larga                   | ywogap katĩn / ywogap katẽn              | ’kurumĩn             |
| 109    | panela de barro p/assar beijú | tokurẽn                                  |                      |

### Souza (2008)
Algumas palavras da língua Arara do Rio Branco (Souza 2008):
| Número | Português           | Arara     |
| ------ | ------------------- | --------- |
| 1.     | abacaxi azedo       | arurã     |
| 2.     | abelhinha           | pitik     |
| 3.     | açaí                | berrabot  |
| 4.     | água                | ade (b)   |
| 5.     | água                | adete (g) |
| 6.     | algodão             | britap    |
| 7.     | alma                | iuppit    |
| 8.     | andar               | ligeiro   |
| 9.     | anta                | muinhe    |
| 10.    | anta                | wucsá     |
| 11.    | aranha branca       | pichombá  |
| 12.    | aranha caranguejera | culwa     |
| 13.    | aranha que morde    | picho     |

### Dal Poz (1995)
Este vocabulário, citado por Dal Poz (1995), foi colhido pela equipe do CIMI (Valdez 1984: 13-16). Os informantes foram:
- Rodrigo Vela (então com 42 anos)
- João (de Ariquemes, 44 anos)
- Guilhermina (80 anos)

| Português           | Arara do Aripuanã |
| ------------------- | ----------------- |
| abacaxi azedo       | arurã             |
| abelha jandaíra     | arã               |
| abelhinha           | pitik             |
| água                | adete             |
| algodão             | britap            |
| andar ligeiro       | kerip             |
| anta                | muinhe            |
| aranha (que morde)  | picho             |
| aranha branca       | pichombá          |
| arapuá              | abeka             |
| arara               | kurot             |
| arco                | brichak           |
| arraia              | uribidak          |
| avó (nome ?)        | tanha             |
| avò (nome ?)        | mariná            |
| banana              | kuenã             |
| banana (tipo)       | ukuã              |
| barba               | futá awa          |
| batata doce         | mbatin            |
| bicho               | atonha            |
| boca                | mbeisau           |
| bolo de beiju       | tukure            |
| braço               | pika              |
| brinco (de madeira) | kunhanzi          |
| cabeça              | mkubap            |
| cabelo              | mbiap             |
| caitetu             | pirã              |
| cará                | tubuia            |
| caranguejo          | pichubá           |
| castanha            | mowi              |
| castanheira         | mowip             |
| céu                 | arumbei           |
| chicha de patauá    | arupetak          |
| chorar              | howá              |
| chuva               | doi               |
| cintura             | kupike            |
| cipó (para cesto)   | minhombá          |
| cobra               | mundopá           |
| coco                | paai              |
| colar               | mukait            |
| comer               | praiə             |
| comida boa          | lakat             |
| costelas            | dukumbé           |
| cuia                | tiop              |
| cutia               | pɨpo              |
| dedo da mão         | piat              |
| dedos do pé         | upe               |
| dentes              | nain              |
| doendo (vb. doer)   | kumadzei          |
| dor                 | iai               |
| dormir              | nuset             |
| envira              | popé              |
| espingarda          | breká             |
| esteira de palha    | sipe              |
| estômago            | orep              |
| estrela             | setka             |
| fechar              | uripte            |
| fígado              | nupiton           |
| flecha              | baik              |
| fogo                | rekat             |
| folha de bananeira  | gurep             |
| fome                | nupraiə           |
| frio                | ŋumputê           |
| frio (pouco)        | umpotik           |
| galho               | murukutepai       |
| galinha             | krae              |
| gato do mato        | duréa             |
| gato preto          | hikope            |
| gordura             | ukap              |
| grande              | pai               |
| homem negro         | ikupe             |
| igarapezinho        | itik              |
| inteiro             | toizã             |
| ir (embora)         | nba               |
| jabuti              | chibero           |
| jacamim             | tomowi            |
| jacaré              | awik              |
| jacu                | tumô              |
| joelho              | kerebewi          |
| lenha               | ibeká             |
| língua              | bekiat            |
| lua                 | sitkapai          |
| macaco barrigudo    | pitchá            |
| macaco branco       | picháiwak         |
| macaco coatá        | kané              |
| macaco guariba      | mbiripá           |
| macaco prego        | pitchái           |
| machado             | seriá             |
| mãe (nome ?)        | bria              |
| maloca              | miap              |
| mamão do mato       | gura              |
| mandioca            | biupá             |
| mão                 | pãi               |
| matar               | ibã               |
| mel                 | ara               |
| mel (tipo)          | urit              |
| menina pequena      | kãn               |
| menino              | baiáh             |
| menino pequeno      | meenã             |
| metade              | toi               |
| milho (caroços)     | japit             |
| milho (pé)          | wijap             |
| morro               | beta              |
| mucura              | koin              |
| mulher              | wino              |
| mulher casada       | kunã              |
| mulher negra        | pichiri           |
| mutuca              | kupan             |
| nambu azul          | minhampep         |
| nambu galinha       | anchiriŋã         |
| nambuzinho          | cherengã          |
| nariz               | ŋunhã             |
| novo (objeto)       | atoã              |
| nuca                | upipo             |
| olho                | kapit             |
| onça                | bêku              |
| onça pintada        | bêku kupê         |
| orelha              | mbechade          |
| osso                | ɨkaə              |
| ourá (pássaro)      | tokurá            |
| ouvido              | mbiku             |
| paneiro             | kakan             |
| panela de barro     | mãi               |
| papagaio            | seribá            |
| pássaro             | lubaga            |
| patauá              | arupe             |
| pato do mato        | pitita            |
| pato do rio         | tupeiá            |
| pedra               | yia               |
| peixe               | bɨripiu           |
| peixe (pintado)     | bɨripai           |
| pena                | prufab            |
| peneira             | dirad             |
| pênis               | nuka              |
| periquito           | kiri              |
| perna               | uke               |
| pés                 | mpiap             |
| piau                | asãt              |
| pilão               | ako               |
| piranha             | bɨnpi             |
| pium grande         | bip               |
| pium pequeno        | piká              |
| poraquê             | makmará           |
| pote                | mukán             |
| pretina (cinta?)    | mumã              |
| quati               | sip               |
| quatipuru           | pikonhé           |
| queixada            | bot               |
| quente              | nunto             |
| rato                | mútop             |
| rede                | apap              |
| revólver            | brekatik          |
| roçado              | gá                |
| sabiá               | dai               |
| saco                | brukuche          |
| sangue              | jet               |
| serra               | du                |
| sol (quente)        | got               |
| soprar (o fogo)     | bôbô              |
| tabaco (folha)      | biaba             |
| tamanduá            | chikut            |
| tatu                | doi               |
| terçado grande      | siripai           |
| terçado pequeno     | siritik           |
| teto de palha       | bia               |
| tronco              | jakupé            |
| trovão              | barãmbé           |
| tucumã              | areba             |
| unha (mão)          | mpai              |
| vagina              | inambe            |
| veado               | chip              |
| zangado             | bridak            |

### Hugo (1959)
Algumas palavras da língua dos índios de "Três Tombos" (no Rio Branco, afluente do Alto Rio Aripuanã), coletadas por Hugo (1959):
| Português        | Língua "Três Tombos" |
| ---------------- | -------------------- |
| arco             | brẹxœ́                |
| anta             | mundiê               |
| alma             | iuppit               |
| água             | adẹ                  |
| bonito           | ịkei                 |
| braço            | pikë̃                 |
| cabeça           | numbá                |
| cabelo           | mmbaḅw               |
| cachoeira        | tœ̈́rœ̈́rœ̈́               |
| caranguejo       | culwa                |
| cão              | wetwœ́                |
| casa (= maloca)  | miaḅ                 |
| cinturão         | pretina (?)          |
| dentes           | noĩ                  |
| dedos            | mpai                 |
| espingarda       | brẹká                |
| flecha           | mmbai                |
| flechar          | titoé                |
| fotografia       | numịnhã              |
| galinha          | craéi                |
| homem            | pipœ́                 |
| jabotí           | siberœ́               |
| mulher           | wirạ; huaĩ (?)       |
| menino           | mẹcnã; baiáh         |
| menina           | kã                   |
| macaco preto     | quẹné                |
| macaco barrigudo | psá                  |
| matar            | sêguẹ                |
| milho            | viá                  |
| nariz            | núnha                |
| nome (da tribo)  | cam(u)aĩ             |
| olhos            | capidẹ               |
| orelha           | mbẹchade             |
| pernas           | mœ́kë̃                 |
| peixe            | uriḅẅ                |
| queixada         | boḍ                  |
| terçado          | sirê                 |
| vá embora        | ñgá                  |

### d'Angelis (2010)
Vocabulário Português-Arara do Rio Branco (d'Angelis 2010):
| Vocabulário Arara do Rio Branco (d'Angelis 2010) |                                        |
| --- | -------------------------------------- |
| \| Português \| Arara (raiz) \| \| ------------------------------ \| -------------------------------------- \| \| 1a p. sg. \| [nu] \| \| 3a p. sg. \| [tũ] (?) \| \| boca \| [ᵐbeˈʃaᵇᵐ̚] \| \| braço \| [piˈka] \| \| cabeça \| [ba] \| \| cabelo \| [ᵐˈbabᵐ̚]; [nũᵐˈbabᵐ̚]; [nũmˈbab͡m̚] \| \| cintura \| [kuˈpikɨ] \| \| costelas \| [kũmˈbɛ] \| \| dedo da mão \| [mpiˈa]; [nũmpiˈa] \| \| dente \| [nuˈĩɲ] \| \| fígado \| [piˈtɐ̃]; [nupiˈtɐ̃] \| \| joelho \| [ke ̩ɾebeˈwi] \| \| língua \| [bekiˈat̚] \| \| nariz \| [nuˈɲɐ̃] \| \| olhos \| [kaˈpi]; [nukaˈpi]; [nukaˈpi], [kaˈpi] \| \| orelha \| [nũᵐbeˈʃaᵈⁿ̚], [ᵐbeˈʃad̚] \| \| osso \| [liˈkaɪ] ~ [liˈkaə] \| \| ouvido \| [biˈko] \| \| pés \| [piˈat̚] ~ [p̣ia]; [nupiˈat̚] ~ [nũmp̣ia] \| \| saco, escroto \| [bᵘɾukuˈʃe] \| \| sangue \| [aˈjed̚] \| \| grande (?) \| [ˈpaj] \| \| pequeno (?) \| [tik] \| \| metade \| [ˈtoi] \| \| azul \| [peb] \| \| negro \| [kuˈpe] \| \| bonito \| [iˈkḛḭ] ~ [iˈkei] \| \| frio \| [nopoˈtik̚] ~ [nupuˈtik̚] \| \| quente \| [ˈgodn̚] \| \| masculino, homem \| [baˈja] \| \| esposa \| [ikuˈnɐ̃] \| \| menina \| [ˈkɐ̃] \| \| mulher estrangeira \| [piʃiˈɾi] \| \| mãe \| [bɾiˈa] \| \| nora \| [kaˈnɔ̃] \| \| planta ou plantação \| [ta] ~ [tak] \| \| zangado \| [bɾiˈⁿdag̚] \| \| andar ligeiro \| [keˈɾip] \| \| chorar \| [hɔˈwa] \| \| comer \| [ˈmprajə] \| \| copular \| [ipanˈmẽn] \| \| doendo (doer) \| [kumɐ̃ˈdzḭ] \| \| flechar \| [titoˈɛ] \| \| matar \| [iˈbɐ̃] \| \| olhar \| [kaˈpit̚] \| \| água \| [aˈdeʔ] ~ [aded̚] \| \| céu \| [aɾũmˈbḛḭ] \| \| chuva \| [doḭˈka] ~ [ⁿdoḭʔˈka] \| \| cachoeira \| [toɾɔɾuˈɛ] \| \| ente sobrenatural \| [juˈpit̚] ou [jupipit] \| \| estrela \| [seʔˈka] ~ [set̚ˈka] \| \| folha de banana \| [guˈɾep̚] \| \| lenha \| [iˈbɛ] ~ [iˈbɛka] \| \| lua \| [setkaˈpaj] ~ [setkapai] \| \| morro \| [ᵐbeˈta̰w̰] ~ [beˈtaṵ] \| \| pau em pé \| [murutuˈpi]; [muruutupi]; [murutupi] \| \| pedra \| [iˈja] \| \| rio \| [aˈdeʔ] ~ [aded̚] \| \| serra \| [ˈdug̚] \| \| sol \| [ˈgodn̚], [set̚kaˈŋgod̚] \| \| tronco \| [ʒakuˈpi] \| \| trovão \| [bᵋɾɛˈʋi] \| \| arco \| [ᵐbɾiˈʃog̚] ~ [bɾiˈʃo̰ʔ] \| \| arma (?) \| [ᵐbɾi] \| \| beijú \| [ˈmɨ̇̃ɲ] \| \| bolo de beijú \| [tuˈkuɾe] \| \| braçadeira (adorno) \| [pɾeˈtĩɲ] ~ [pɾeˈtĩnɐ] \| \| caissuma (caiçuma) \| [mũndoˈto] (~[mũnụto]) \| \| caldo (comida tradicional) \| [ᵐbaɾajˈta] \| \| canoa \| [mũnũˈʃjɔb̚] \| \| casa, maloca \| [miˈab̚] \| \| chicha de patauá \| [aɾupɛˈtak] \| \| cipó para cesto \| [jũmˈba] \| \| cocar \| [mũˈmã̰ᵐ̚]; [mũˈmãm̚] \| \| colar \| [nuˈkṵɪ̰] \| \| cuia \| [tʃiˈɔp̚] \| \| embira \| [puˈpɛ] \| \| espingarda \| [bɾiˈka] \| \| esteira de palha \| [suˈpɛ] \| \| farinha \| [nuiˈu] \| \| flecha \| [ˈbaˀḭ] ~ [ˈba ̩ḭ] \| \| fogo de lenha \| [aɾeˈka] \| \| fotografia \| [numiˈnũ] \| \| machado \| [sɨɾɨˈja] \| \| mão de pilão \| [akoˈɾiᵇᵐ] \| \| mel \| [ʋɨˈɾib̚] \| \| molho de pimenta \| [aɾuˈbɛ] \| \| paneiro \| [kˈkɐ̰̃ː] \| \| ponta de flecha \| [buɾuˈpi] \| \| pote \| [muˈkag̚] \| \| remédio caseiro \| [ĩɐ̃ntˈpa̰] \| \| roçado \| [iːˈga] \| \| terçado \| [sɨˈɾɨj] \| \| abelha canudo \| [uˈɾipm̚] ~ [uˈɾip] \| \| abelha arapuá \| [aˈbɛka] \| \| abelha jandaíra \| [aˈɾɐ̃] \| \| açaí \| [behaˈbot̚] \| \| anta \| [mũˈd͡ʒḛʔɪ̰] ~ [mũd͡ʒḛj] [mũnˈdje] \| \| aranha \| [piˈʃo] \| \| aranha branca \| [piʃõᵐˈba] \| \| aranha caranguejeira \| [kiˈʃẽɪ̰̃] [piʃõᵐˈba]; [piʃõᵐˈba] \| \| arara \| [koˈɾot̚] ~ [koˈɾod̚] \| \| arraia \| [wiɾibˈdak̚] ~ [wɾibdag̚] \| \| borboleta \| [miˈʃebᵐ̚] \| \| caititu \| [piˈɾɐ̃] \| \| cantãozinho (pássaro) \| [biduˈga] \| \| caranguejo \| [piʃuˈba]; [ʃuˈbab]; [piʃuˈba] \| \| coruja ou cocó \| [ᵐbɾaˈkɐ̃ŋ] ~ [baɾaˈkɐ̃] \| \| corujinha \| [foˈfoᵇᵐ̚] \| \| cujubi (cujubim) \| [ᵐbiˈwa] \| \| cutia \| [kiˈfo̰ʔ] \| \| gato maracajá \| [guɾɛˈa] \| \| irapuá (abelha) \| [aˈbɛka] \| \| jararaca \| [mũnduˈpa] \| \| macaco barrigudo \| [piˈʃa] \| \| macaco coatá \| [keˈnɛ̃] \| \| macaco cuxiú \| [ᵐbɾiˈwa] ([mbiɾiˈwa]) \| \| macaco guariba \| [piˈko]; [pikuˈɲẽ] \| \| macaco prego \| [piˈʃaḭ] \| \| mãe da lua (urutau) \| [maɾowaˈku] \| \| maracanã \| [siɾiˈba] \| \| morcego \| [miˈʃep̚] \| \| mucura \| [ʃuˈĩɲ] \| \| mutuca \| [kuˈpɐ̃] \| \| mutum \| [ˈkõ̰ı̯̃]; [kũj̇̃ɲ] \| \| nambu azul \| [mĩɲɐ̃ˈpeb̚] \| \| nambu galinha \| [mĩˈɲɐ̃]; [siɾə̃ˈŋɐ̃]; [mĩˈɲɐ̃] \| \| nambuzinha \| [ʃiɾĩˈŋɐ̃] \| \| onça \| [ˈbeko]; [be̞ˈku] \| \| onça preta \| [be ̩kokuˈpe] \| \| paca \| [aˈje] ~ [aˈjeʔ] \| \| pacu \| [mbeɾeˈwa] \| \| pato do mato \| [tuˈpijɐ] \| \| peixe pequeno (esp.) \| [̩bɾiptuˈpi] \| \| pintado \| [mbiɾiˈpaj] \| \| piranha \| [mbɾiˈwi] ~ [wɾiˈwi] \| \| pium grande \| [ˈᵐbib̚] ~ [ˈbip̚] \| \| quati \| [ɲũm] ~ [ɲũj] \| \| quatipuru \| [pikuˈɲɛ] \| \| queixada \| [ˈbod̚] \| \| rato \| [mʊˈtop̚] ~ [moˈtop̚] \| \| sabiá \| [ˈdɨg̚] \| \| socó \| [luˈbaga] \| \| surubim \| [jupiˈɾa] \| \| tamanduá bandeira \| [ʃoˈkoᵈⁿ̚] \| \| tamanduá mirim \| [apiˈbiᵇᵐ̚] \| \| tatu \| [ˈdoj] ~ [ˈdoɪ̰] \| \| tatu pequeno \| [kaˈtu] \| \| tracajá \| [biˈwa] \| \| algodão \| [bɾipˈta] ~ [biɾipˈta] \| \| banana (esp.) \| [ukuˈɐ̃] ~ [ʔukuˈɐ̃] \| \| banana de fritar \| [kukuˈɐ̃] \| \| batata doce \| [baˈtĩɲ]; [baˈtʃĩɲ] \| \| batata grande (esp.) \| [ĩˈɲũ] \| \| batata de purga ou cará grande \| [ĩˈpẽɲ] \| \| cará \| [tubuˈjɐ̃] \| \| castanha \| [moˈwip̚] \| \| inajá \| [n͡dajˈka] \| \| mamão do mato \| [guˈɾa̰] \| \| mandioca \| [iuˈpa̰] \| \| melancia \| [ⁿdoiˈta] \| \| milho \| [jaˈpit̚]; [jaˈpid̚] \| \| mururé \| [aˈtĩɲ] \| \| pama \| [aˈbi] \| \| patauá \| [aɾuˈpɛ] \| \| pupunha \| [kuˈkuˀɐ̰̃] \| \| tucumã \| [aˈɾeba] \| \| unhãzinho \| [kuɲɐ̃nˈdig̚] \| \| ura (berne) \| [tukuˈɾa] \| \| veado \| [ˈtʃip̚]; [sip̚] \| \| minha nora \| [nũkaˈnɔ̃] \| \| minha costela \| [nukũmˈbɛ] \| \| meu braço \| [nopiˈka] \| \| meu ouvido \| [nubiˈko] \| \| nariz (venta) \| [nuˈɲɐ̃] \| \| estou com fome \| [nuˈpɾajə] ~ [nũˈpɾajə] \| \| fotografia \| [numiˈnũ] \| \| boca dela \| [tũᵐbeˈʃaᵐ̚] \| \| terçado grande \| [sɨɾɨˈpaj] \| \| lua \| [setkaˈpaj] \| \| galho \| [muɾutuˈpai] \| \| terçado pequeno \| [sɨɾɨˈtik̚] \| \| porquinho \| [bebɛˈtik̚] \| \| cartucho \| brikati > [brikatik] \| \| abelhinha da terra \| [piˈtik] \| \| igarapezinho \| [iˈtik̚] \| \| unhãozinho \| [kuɲɐnˈdig̚] \| \| onça preta \| [be ̩kokuˈpe] \| \| homem negro \| [ikuˈpe] \| \| sol, quente \| [ˈgodn̚], [set̚kaˈŋgod̚] \| \| homem feito \| [mek ̩nɐ̃baˈja] \| \| homenzinho \| [ba ̩japiˈpɨᵇᵐ̚] \| \| menino \| [baˈja] \| \| menino homem \| [piˈpɐᵇᵐ̚] ~ [piˈpɐᵐ̚] \| \| (minha) nora \| [ñukaˈnõ] \| \| espírito do mato \| [jupiptˈkɐ̃] \| \| folha de açaí \| [ᵑgᵘɾep̚ˈtig̚] \| \| folha de ˈoutroˈ \| [ᵑguˈɾep̚tʃĩɲ] \| \| galho \| [muɾutuˈpai] \| \| lenha \| [iˈbɛ] ~ [iˈbɛka] \| \| abelha-canudo \| [uˈɾipm̚] ~ [uˈɾip] \| \| pintado \| [mbiɾiˈpaj] \| |                                        |
| Português | Arara (raiz)                           |
| 1a p. sg. | [nu]                                   |
| 3a p. sg. | [tũ] (?)                               |
| boca | [ᵐbeˈʃaᵇᵐ̚]                             |
| braço | [piˈka]                                |
| cabeça | [ba]                                   |
| cabelo | [ᵐˈbabᵐ̚]; [nũᵐˈbabᵐ̚]; [nũmˈbab͡m̚]       |
| cintura | [kuˈpikɨ]                              |
| costelas | [kũmˈbɛ]                               |
| dedo da mão | [mpiˈa]; [nũmpiˈa]                     |
| dente | [nuˈĩɲ]                                |
| fígado | [piˈtɐ̃]; [nupiˈtɐ̃]                     |
| joelho | [ke ̩ɾebeˈwi]                           |
| língua | [bekiˈat̚]                              |
| nariz | [nuˈɲɐ̃]                                |
| olhos | [kaˈpi]; [nukaˈpi]; [nukaˈpi], [kaˈpi] |
| orelha | [nũᵐbeˈʃaᵈⁿ̚], [ᵐbeˈʃad̚]                |
| osso | [liˈkaɪ] ~ [liˈkaə]                    |
| ouvido | [biˈko]                                |
| pés | [piˈat̚] ~ [p̣ia]; [nupiˈat̚] ~ [nũmp̣ia]  |
| saco, escroto | [bᵘɾukuˈʃe]                            |
| sangue | [aˈjed̚]                                |
| grande (?) | [ˈpaj]                                 |
| pequeno (?) | [tik]                                  |
| metade | [ˈtoi]                                 |
| azul | [peb]                                  |
| negro | [kuˈpe]                                |
| bonito | [iˈkḛḭ] ~ [iˈkei]                      |
| frio | [nopoˈtik̚] ~ [nupuˈtik̚]                |
| quente | [ˈgodn̚]                                |
| masculino, homem | [baˈja]                                |
| esposa | [ikuˈnɐ̃]                               |
| menina | [ˈkɐ̃]                                  |
| mulher estrangeira | [piʃiˈɾi]                              |
| mãe | [bɾiˈa]                                |
| nora | [kaˈnɔ̃]                                |
| planta ou plantação | [ta] ~ [tak]                           |
| zangado | [bɾiˈⁿdag̚]                             |
| andar ligeiro | [keˈɾip]                               |
| chorar | [hɔˈwa]                                |
| comer | [ˈmprajə]                              |
| copular | [ipanˈmẽn]                             |
| doendo (doer) | [kumɐ̃ˈdzḭ]                             |
| flechar | [titoˈɛ]                               |
| matar | [iˈbɐ̃]                                 |
| olhar | [kaˈpit̚]                               |
| água | [aˈdeʔ] ~ [aded̚]                       |
| céu | [aɾũmˈbḛḭ]                             |
| chuva | [doḭˈka] ~ [ⁿdoḭʔˈka]                  |
| cachoeira | [toɾɔɾuˈɛ]                             |
| ente sobrenatural | [juˈpit̚] ou [jupipit]                  |
| estrela | [seʔˈka] ~ [set̚ˈka]                    |
| folha de banana | [guˈɾep̚]                               |
| lenha | [iˈbɛ] ~ [iˈbɛka]                      |
| lua | [setkaˈpaj] ~ [setkapai]               |
| morro | [ᵐbeˈta̰w̰] ~ [beˈtaṵ]                   |
| pau em pé | [murutuˈpi]; [muruutupi]; [murutupi]   |
| pedra | [iˈja]                                 |
| rio | [aˈdeʔ] ~ [aded̚]                       |
| serra | [ˈdug̚]                                 |
| sol | [ˈgodn̚], [set̚kaˈŋgod̚]                  |
| tronco | [ʒakuˈpi]                              |
| trovão | [bᵋɾɛˈʋi]                              |
| arco | [ᵐbɾiˈʃog̚] ~ [bɾiˈʃo̰ʔ]                 |
| arma (?) | [ᵐbɾi]                                 |
| beijú | [ˈmɨ̇̃ɲ]                                 |
| bolo de beijú | [tuˈkuɾe]                              |
| braçadeira (adorno) | [pɾeˈtĩɲ] ~ [pɾeˈtĩnɐ]                 |
| caissuma (caiçuma) | [mũndoˈto] (~[mũnụto])                 |
| caldo (comida tradicional) | [ᵐbaɾajˈta]                            |
| canoa | [mũnũˈʃjɔb̚]                            |
| casa, maloca | [miˈab̚]                                |
| chicha de patauá | [aɾupɛˈtak]                            |
| cipó para cesto | [jũmˈba]                               |
| cocar | [mũˈmã̰ᵐ̚]; [mũˈmãm̚]                     |
| colar | [nuˈkṵɪ̰]                               |
| cuia | [tʃiˈɔp̚]                               |
| embira | [puˈpɛ]                                |
| espingarda | [bɾiˈka]                               |
| esteira de palha | [suˈpɛ]                                |
| farinha | [nuiˈu]                                |
| flecha | [ˈbaˀḭ] ~ [ˈba ̩ḭ]                      |
| fogo de lenha | [aɾeˈka]                               |
| fotografia | [numiˈnũ]                              |
| machado | [sɨɾɨˈja]                              |
| mão de pilão | [akoˈɾiᵇᵐ]                             |
| mel | [ʋɨˈɾib̚]                               |
| molho de pimenta | [aɾuˈbɛ]                               |
| paneiro | [kˈkɐ̰̃ː]                                |
| ponta de flecha | [buɾuˈpi]                              |
| pote | [muˈkag̚]                               |
| remédio caseiro | [ĩɐ̃ntˈpa̰]                              |
| roçado | [iːˈga]                                |
| terçado | [sɨˈɾɨj]                               |
| abelha canudo | [uˈɾipm̚] ~ [uˈɾip]                     |
| abelha arapuá | [aˈbɛka]                               |
| abelha jandaíra | [aˈɾɐ̃]                                 |
| açaí | [behaˈbot̚]                             |
| anta | [mũˈd͡ʒḛʔɪ̰] ~ [mũd͡ʒḛj] [mũnˈdje]        |
| aranha | [piˈʃo]                                |
| aranha branca | [piʃõᵐˈba]                             |
| aranha caranguejeira | [kiˈʃẽɪ̰̃] [piʃõᵐˈba]; [piʃõᵐˈba]        |
| arara | [koˈɾot̚] ~ [koˈɾod̚]                    |
| arraia | [wiɾibˈdak̚] ~ [wɾibdag̚]                |
| borboleta | [miˈʃebᵐ̚]                              |
| caititu | [piˈɾɐ̃]                                |
| cantãozinho (pássaro) | [biduˈga]                              |
| caranguejo | [piʃuˈba]; [ʃuˈbab]; [piʃuˈba]         |
| coruja ou cocó | [ᵐbɾaˈkɐ̃ŋ] ~ [baɾaˈkɐ̃]                 |
| corujinha | [foˈfoᵇᵐ̚]                              |
| cujubi (cujubim) | [ᵐbiˈwa]                               |
| cutia | [kiˈfo̰ʔ]                               |
| gato maracajá | [guɾɛˈa]                               |
| irapuá (abelha) | [aˈbɛka]                               |
| jararaca | [mũnduˈpa]                             |
| macaco barrigudo | [piˈʃa]                                |
| macaco coatá | [keˈnɛ̃]                                |
| macaco cuxiú | [ᵐbɾiˈwa] ([mbiɾiˈwa])                 |
| macaco guariba | [piˈko]; [pikuˈɲẽ]                     |
| macaco prego | [piˈʃaḭ]                               |
| mãe da lua (urutau) | [maɾowaˈku]                            |
| maracanã | [siɾiˈba]                              |
| morcego | [miˈʃep̚]                               |
| mucura | [ʃuˈĩɲ]                                |
| mutuca | [kuˈpɐ̃]                                |
| mutum | [ˈkõ̰ı̯̃]; [kũj̇̃ɲ]                         |
| nambu azul | [mĩɲɐ̃ˈpeb̚]                             |
| nambu galinha | [mĩˈɲɐ̃]; [siɾə̃ˈŋɐ̃]; [mĩˈɲɐ̃]            |
| nambuzinha | [ʃiɾĩˈŋɐ̃]                              |
| onça | [ˈbeko]; [be̞ˈku]                       |
| onça preta | [be ̩kokuˈpe]                           |
| paca | [aˈje] ~ [aˈjeʔ]                       |
| pacu | [mbeɾeˈwa]                             |
| pato do mato | [tuˈpijɐ]                              |
| peixe pequeno (esp.) | [̩bɾiptuˈpi]                            |
| pintado | [mbiɾiˈpaj]                            |
| piranha | [mbɾiˈwi] ~ [wɾiˈwi]                   |
| pium grande | [ˈᵐbib̚] ~ [ˈbip̚]                       |
| quati | [ɲũm] ~ [ɲũj]                          |
| quatipuru | [pikuˈɲɛ]                              |
| queixada | [ˈbod̚]                                 |
| rato | [mʊˈtop̚] ~ [moˈtop̚]                    |
| sabiá | [ˈdɨg̚]                                 |
| socó | [luˈbaga]                              |
| surubim | [jupiˈɾa]                              |
| tamanduá bandeira | [ʃoˈkoᵈⁿ̚]                              |
| tamanduá mirim | [apiˈbiᵇᵐ̚]                             |
| tatu | [ˈdoj] ~ [ˈdoɪ̰]                        |
| tatu pequeno | [kaˈtu]                                |
| tracajá | [biˈwa]                                |
| algodão | [bɾipˈta] ~ [biɾipˈta]                 |
| banana (esp.) | [ukuˈɐ̃] ~ [ʔukuˈɐ̃]                     |
| banana de fritar | [kukuˈɐ̃]                               |
| batata doce | [baˈtĩɲ]; [baˈtʃĩɲ]                    |
| batata grande (esp.) | [ĩˈɲũ]                                 |
| batata de purga ou cará grande | [ĩˈpẽɲ]                                |
| cará | [tubuˈjɐ̃]                              |
| castanha | [moˈwip̚]                               |
| inajá | [n͡dajˈka]                              |
| mamão do mato | [guˈɾa̰]                                |
| mandioca | [iuˈpa̰]                                |
| melancia | [ⁿdoiˈta]                              |
| milho | [jaˈpit̚]; [jaˈpid̚]                     |
| mururé | [aˈtĩɲ]                                |
| pama | [aˈbi]                                 |
| patauá | [aɾuˈpɛ]                               |
| pupunha | [kuˈkuˀɐ̰̃]                              |
| tucumã | [aˈɾeba]                               |
| unhãzinho | [kuɲɐ̃nˈdig̚]                            |
| ura (berne) | [tukuˈɾa]                              |
| veado | [ˈtʃip̚]; [sip̚]                         |
| minha nora | [nũkaˈnɔ̃]                              |
| minha costela | [nukũmˈbɛ]                             |
| meu braço | [nopiˈka]                              |
| meu ouvido | [nubiˈko]                              |
| nariz (venta) | [nuˈɲɐ̃]                                |
| estou com fome | [nuˈpɾajə] ~ [nũˈpɾajə]                |
| fotografia | [numiˈnũ]                              |
| boca dela | [tũᵐbeˈʃaᵐ̚]                            |
| terçado grande | [sɨɾɨˈpaj]                             |
| lua | [setkaˈpaj]                            |
| galho | [muɾutuˈpai]                           |
| terçado pequeno | [sɨɾɨˈtik̚]                             |
| porquinho | [bebɛˈtik̚]                             |
| cartucho | brikati > [brikatik]                   |
| abelhinha da terra | [piˈtik]                               |
| igarapezinho | [iˈtik̚]                                |
| unhãozinho | [kuɲɐnˈdig̚]                            |
| onça preta | [be ̩kokuˈpe]                           |
| homem negro | [ikuˈpe]                               |
| sol, quente | [ˈgodn̚], [set̚kaˈŋgod̚]                  |
| homem feito | [mek ̩nɐ̃baˈja]                          |
| homenzinho | [ba ̩japiˈpɨᵇᵐ̚]                         |
| menino | [baˈja]                                |
| menino homem | [piˈpɐᵇᵐ̚] ~ [piˈpɐᵐ̚]                   |
| (minha) nora | [ñukaˈnõ]                              |
| espírito do mato | [jupiptˈkɐ̃]                            |
| folha de açaí | [ᵑgᵘɾep̚ˈtig̚]                           |
| folha de ˈoutroˈ | [ᵑguˈɾep̚tʃĩɲ]                          |
| galho | [muɾutuˈpai]                           |
| lenha | [iˈbɛ] ~ [iˈbɛka]                      |
| abelha-canudo | [uˈɾipm̚] ~ [uˈɾip]                     |
| pintado | [mbiɾiˈpaj]                            |